# Regionalmuseum Dolenjska

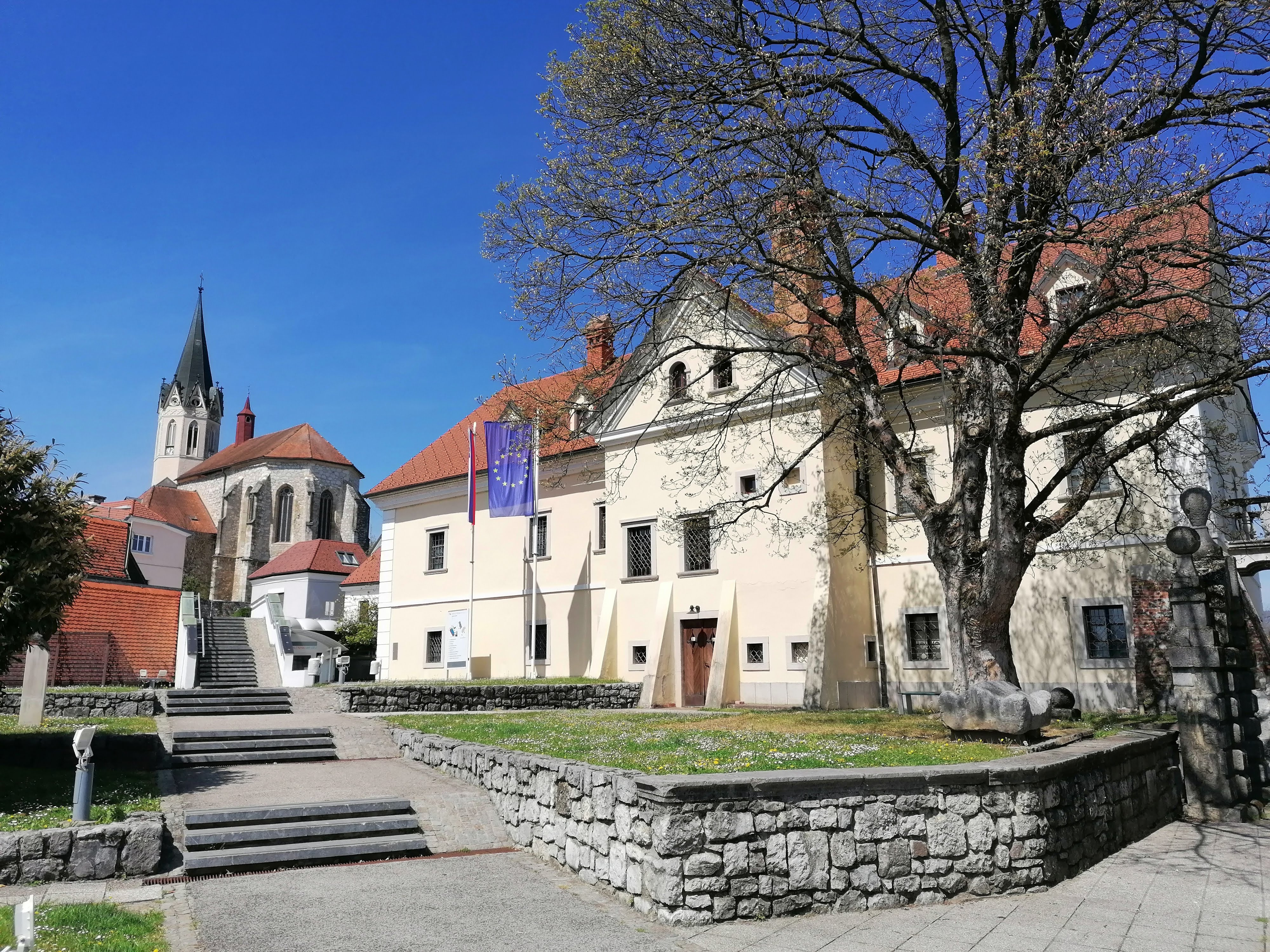
Dolenjski Muzej Novo mesto, befindet sich direkt unterhalb des Kapitelj

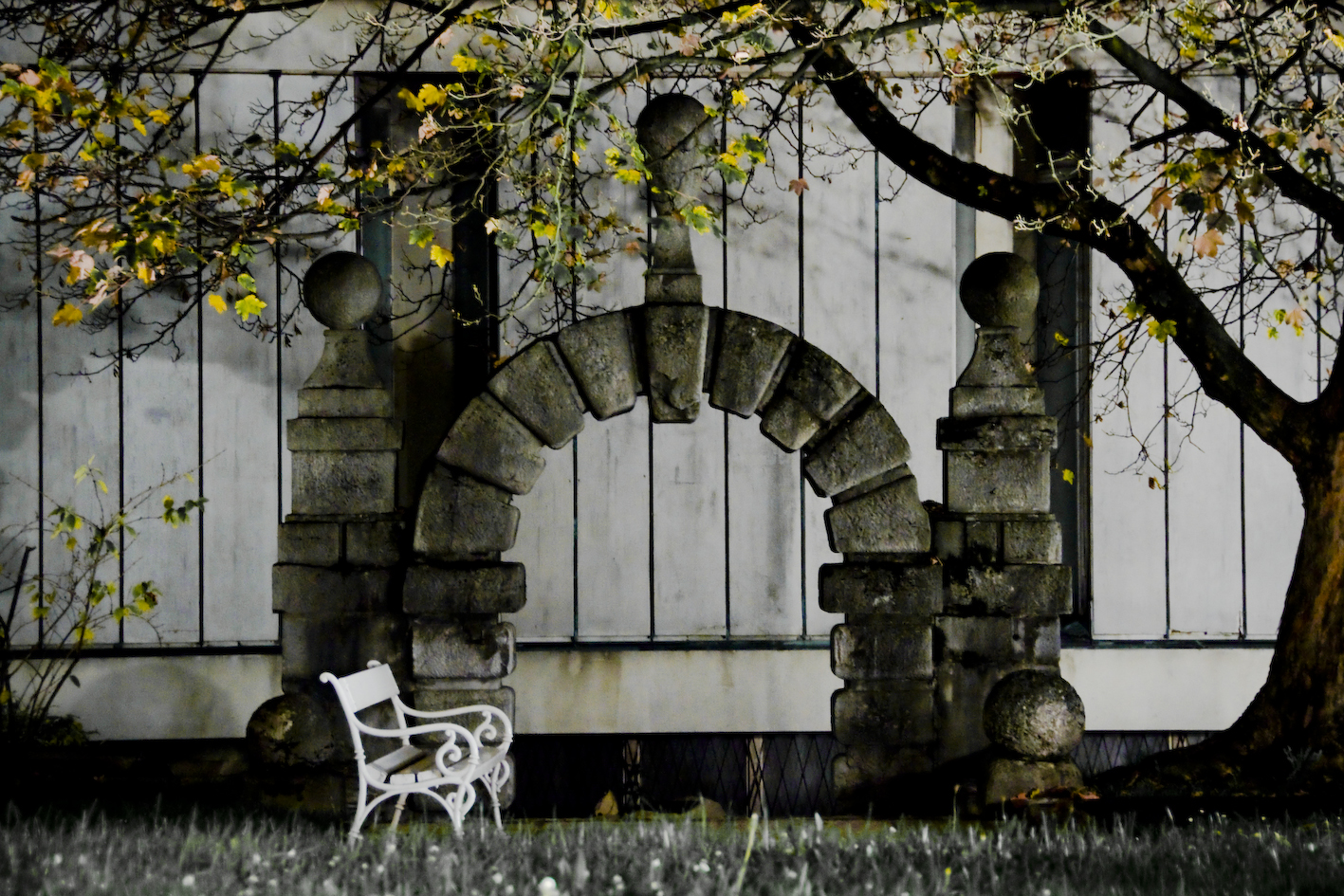
Dolenjski Muzej Novo mesto, Portal des Parks von Schloss Einöd im Museumsgarten

Das Regionalmuseum Dolenjska, auch Unterkrainer Regionalmuseum (slowenisch: Dolenjski muzej) ist ein Museum in der slowenischen Stadtgemeinde Novo mesto, das das kulturelle Erbe der Unterkrain und der Stadt Novo mesto verwahrt, erforscht und präsentiert.

## Geschichte
Die erste Idee zur Gründung eines Museums, das Material zur Geschichte von Novo mesto und der Dolenjska sammeln sollte, entstand 1865, als die Stadt ihr 500-jähriges Bestehen feierte. Nach mehrjährigen Bemühungen der 1941 gegründete Museumsgesellschaft, deren Mitglieder mit der systematischen Sammlung von Museumsmaterial begannen, wurde das Museum schließlich 1950 gegründet.

## Standorte
Das Museum ist auf mehrere Standorte verteilt: Dolenjski muzej und Gemäldegalerie Jakčev dom in der Altstadt von Novo mesto sowie Baza 20 im Kočevski rog.

### Dolenjski muzej Novo mesto
Die Hauptgebäude des Museums befinden sich zwischen Domhügel und Krka in der Altstadt von Novo mesto.
Die archäologische Ausstellung mit etwa 15000 Objekten von der späten Steinzeit bis zum frühen Mittelalter ist im ehemaligen Gebäude der Deutschordensritter (Križatija) untergebracht. Ein Großteil der Exponate stammt von Gräberfeldern aus der Umgebung. Ausstellungsthemen sind unter anderem „Novo mesto vor den Illyrern“, „Die antiken Gräberfelder von Novo mesto“, „Die Kelten in Novo mesto“, „Glas und Bernstein von Novo mesto“.
Die Dauerausstellung zur Zeitgeschichte wurde 1981 eröffnet. Ihr Schwerpunkt liegt auf dem Nationalen Befreiungskampf (NOB) Sloweniens auf dem Gebiet der Unterkrain.
Die ethnologische Ausstellung präsentiert Exponate zum Alltagsleben in der Unterkrain - bäuerliche Arbeit, Gemälde auf Glas, hölzerne Volksskulpturen, bemalte Möbel und mehr.
Die Dauerausstellung Leon Štukelj - Falke, Olympionike, Kosmopolit ehrt den in Novo mesto geborenen Olympiasieger im Kunstturnen von 1924 und 1928.

### Gemäldegalerie Jakčev dom
In Erinnerung an den in Novo mesto geborenen und begrabenen Künstler und Partisanen Božidar Jakac wurde 1984 in seinem Elternhaus unweit der zentralen Museumsgebäude die Gemäldegalerie Jakčev dom (Jakac-Haus) als Abteilung des Museums eingerichtet. In der Dauerausstellung werden über 800 Werke von Jakac präsentiert.
Im ersten Stock des Jakac-Hauses befindet sich die ständige Kunstausstellung des Dolenjska-Museums mit weltlichen und kirchlichen Gemälden und Plastiken. In chronologischer Reihenfolge spiegelt die Ausstellung die Kunstgeschichte der Unterkrain im Zeitraum zwischen dem 17. und 20. Jahrhundert wider.
Außerdem wird hier die Kunstpädagogische Sammlung des Museums präsentiert. Die in Slowenien einmalige Sammlung umfasst mehr als 100 Werke von 60 renommierten slowenischen Künstlern, die alle Formen des visuellen künstlerischen Ausdrucks repräsentieren, von der Zeichnung bis hin zu verschiedenen Arten der Malerei, Druckgrafik und Bildhauerei.

### Baza 20
Baza 20 ist der Name des einzigen erhaltene Komplexes eines geheimen Hauptquartiers einer Partisanen-Widerstandsbewegung während des Zweiten Weltkriegs in Europa. Die konservierte Anlage umfasst 26 Baracken und ist Außenstelle des Museums.